# Poruke smrti
Poruke smrti je 113. epizoda Zagora objavljena u Zlatnoj seriji #337 u izdanju Dnevnika iz Novog Sada. Na kioscima u bivšoj Jugoslaviji se premijerno pojavila 1976. godine Koštala je 8 dinara (1,14 DEM; 0,43 $). Imala je 94 strane. Ovo je druga od ukupno pet delova koliko je imala ova epizoda. Započela je u ZS-336, a nastavljena u ZS-338, 340 i 341.

## Originalna epizoda
Originalno, ovaj deo objavljen je premijerno u Italiji u svesci pod nazivom Messagi di morte u #113 regularne edicije Zagora u izdanju Bonelija na dan 14. decembar 1974. Epizodu i naslovnicu nacrtao je Galijeno Feri, a scenario napisao Gvido Nolita. Naslovnicu je nacrtao Galijeno Feri. Koštala je 400 lira (0,61 $; 1,49 DEM).

## Kratak sadržaj
Zagor nastavlja tuču pesnicama sa Memfis Džoom, kojeg posle dosta muke uspeva da pobedi. Posle oporavka, Zagor prilazi Baron fon Švijetovu i kaže mu da njegov turistički karavan mora da napusti ovu oblast i prestane da ubija životonje iz zabave. Baron prihvata bez pogovota, ali kada uveče Zagor odlazi na počinak, Baron nudi 10.000 $ Memfis Džou i njegovim ljudima da uklone Zagora i omoguće im daji put kroz indijansku teritoriju. Tokom noći Memfis Džoovi ljudi vazuju Zagora i karavn sutra nastavlja put. Ujutru pred karavan dolazi Zimska Zmija sa nekoliko indijanaca da ispita da li je Zagor ubedio Evropsljane da napuste njihovu teritoriju. Baron fon Švijatov i ostali turisti, međutim, ne pomišljaju na tako nešto i počinju da pucaju po indijancima, koji počinju da beže. Iživaljavajući se i ismevajući ih, turisti ih ubijaju dok beže, ali Zimska Zmija uspeva da pobegne. Vezan u kolima, Zagor ne uspeva da zaustavi još jedno krvoproliće koje može da dovede do većeg sukoba.
Karavan kreće dalje dok se Memfis Džo odvaja nakratko da bi Zagora i Čika vezane bacio u duboku jamu punu termita u nadi da će ih termiti dokrajčiti. U poslednjem trenutku njima u spas stiže Frida Kalo, ćerka jednog od aristokrata, koja ih spašava. Frida se zaljubljuje u Zagora (kao i prethodne dve žene koje su ga posetile u logoru). Ali Zagor predlaže da odmah sustignu karavan. Kada ga sustignu, karavn je već opkoljen ratnicima Kajova koje predvodi Zimska Zmija. Zagor dolazi na ideju kako da ih spasi.

## Prvo pojavljivanje Fride Lang
Ovo je prva epizoda Zagora u kojoj se pojavljuje Frida Lang, ćerka austrijskog aristokrate i ljubav Zagorovog života. Kasnije se pojavljivala u ponovonom Zagorovom sukobu sa baronom Rakošijem (Tajna Fride Lang) i sukobu s Kandraksom.

## Prethodna i naredna epizoda
Prethodna sveska Zagora nosila je naziv Zimska Zmija (ZS336), a naredna Marš očajnika (ZS338).

## Reprize u Srbiji
Ova epizoda reprizirana je do sada dva puta u Srbiji. U ediciji Odabrane priče #41 izašla 14.12.2017 (ukupno 406 strana; cena 580 dinara (4,9 €), te u biblioteci Zagor, knjiga #31 izašla 2020. godine (tvrde korice; cena 2800 din (23 €)). Broj #31 je po prvi put takođe bio štampan sa koricom A i B, koricu B je nacrtao Maurio Laurenti.